# Temur Rachimow
Temur Bachtijorowicz Rachimow (ur. 8 lipca 1997) – tadżycki judoka, medalista olimpijski z Paryża (2024).

## Życiorys
W 2021 roku wziął udział w Letnich Igrzyskach Olimpijskich 2020 w Tokio, gdzie w rywalizacji mężczyzn powyżej 100 kilogramów odpadł w drugiej rundzie z Guramem Tusziszwili. W 2024 roku wystartował na Letnich Igrzyskach Olimpijskich w Paryżu, zdobywając w rywalizacji mężczyzn powyżej 100 kilogramów brązowy medal. W decydującej walce pokonał Andy Grandę z Kuby.
Dziewięciokrotnie stawał na podium zawodów rangi Grand Slam.